# Howard R. Hughes Sr.
Pour les articles homonymes, voir Howard Hughes (homonymie).
Howard Robard Hughes Sr. (né le 9 septembre 1869 à Lancaster et mort le 14 janvier 1924 à Houston) est un homme d'affaires et inventeur américain.
Fondateur de la Hughes Tool Company, il a inventé le foret à roche tri-cône rotatif Sharp-Hughes pendant le boom du pétrole au Texas (en).
Il est surtout connu comme le père et l'homonyme d'Howard Hughes, aviateur, homme d'affaires milliardaire et producteur cinématographique. Son frère cadet était le  scénariste et réalisateur Rupert Hughes.